# Капская котловина
Капска́я котлови́на — подводная котловина в юго-восточной части Атлантического океана, расположенная между материковым склоном Африки, Срединно-Атлантическим и Китовым хребтами.
Протяжённость котловины с севера на юг составляет около 1500 км, с запада на восток — 1000 км. Глубина — до 5000 м. Поверхность дна холмистая, встречаются отдельные подводные вулканы высотой до 3000 м. Осадки — красная глубоководная глина.